# Alophoixus
Alophoixus (baardbuulbuuls) is een geslacht van zangvogels uit de familie Pycnonotidae (buulbuuls).

## Soorten
Het geslacht kent de volgende soorten:
- Alophoixus bres  – Bruinwangbaardbuulbuul
- Alophoixus flaveolus  – Witkeelbaardbuulbuul
- Alophoixus frater  – Palawanbuulbuul
- Alophoixus ochraceus  – Rosse baardbuulbuul
- Alophoixus pallidus  – Bleke baardbuulbuul
- Alophoixus phaeocephalus  – Grijskopbaardbuulbuul
- Alophoixus ruficrissus  – Penanbaardbuulbuul
- Alophoixus tephrogenys  – Grijswangbaardbuulbuul